# Princess Lucia
『Princess Lucia』（プリンセス・ルシア）は、瀬尾公治による日本の漫画作品。株式会社マッグガーデンの漫画雑誌『月刊コミックブレイド』の2008年9月号に読切作品として掲載され、それに継続する形で2009年3月号から連載開始。同誌休刊後は『月刊コミックガーデン』、Webサイト・コミックブレイド（現・マグコミ）に2015年11月号まで連載。
『週刊少年マガジン』をはじめとする講談社の漫画雑誌で活動している瀬尾公治の初の講談社以外での連載となる作品。魔界の王女（プリンセス）である悪魔の少女・ルシアをヒロインとしたラブコメディである。

## あらすじ
現代の日本に暮らす少年ユタは平成6年6月6日6時6分6秒という偶然の時刻に誕生した中学生。彼の部屋にある日突然、自らを魔界の姫だという少女ルシアが現れ、自分との子供を作れと迫ってきた。何でも彼女は6が6つ並ぶ奇跡の時刻に誕生したユタと交われば、とてつもない力を持った大悪魔を生み出せるという言い伝えを信じているらしい。驚いたユタはどうにかして一度はルシアを部屋から追い出すが、その後も彼女は懲りもせず何度もユタの前に現れる。
当初、ルシアのことを厄介者扱いしていたユタであったが、やがて彼女は本当は孤独で寂しがり屋であり、それなりに可愛気のある性格であると気づく。優しく、他人を思いやる心を持つユタはルシアの友達になることを決意したのだった。
そんな時、ユタは以前から憧れていた先輩の女生徒リエから電話で呼び出され、ルシアとは縁を切ってもらいたいと頼まれる。実はリエはユタのことを悪魔の手に渡らないように以前から監視していた天使だった。リエはユタのことが好きで「悪魔であるルシアのことは忘れ、自分を選んでほしい」とユタに想いを告白したが、ユタは「友達を裏切ってまで、先輩と付き合うことはできない」と申し出を断るのだった。
あらためてルシアと「友達」としての付き合いを始めたユタだったが、その後ルシアはユタに弁当を作って食べさせてあげようと、彼の通う学校にまで押しかけてくる。

## 登場人物
小泉 ユタ（こいずみ ユタ）
種族：人間、階級：中1、年齢：13歳、身長：165cm、体重：57kg。
この物語の主人公。平成6年6月6日6時6分6秒という不吉な時刻に誕生したということ以外はごく普通の13歳の人間。その誕生時刻のせいで、人類の存亡を賭けた騒動に巻き込まれる。
絵を描くことが得意で学校では美術部に所属。美術部に入って初めて会ってからリエに憧れており、コンクールに出品するために彼女をモデルとした絵を最初描いていた。しかし、一連の騒動の後はルシアをモデルとした作品に描き直した。その絵はコンクールで佳作を受賞している。
ルシア
種族：悪魔、階級：魔王、年齢：10万13歳、身長：153cm、体重： ?kg、3サイズ：B79/W56/H82。
この物語のヒロイン。天使達のせいで没落してしまった魔界の王の娘。ロール状に丸く曲がった2本の角と、金属の鎖の先に鋭い刃物が付いたような尻尾が生えている。また、背中から黒いコウモリのような翼を生やして空を飛べる他、目からビームを発射することで巨大なビルをも破壊することができる。
「6が6つ並んだ奇跡の瞬間に誕生した人間と魔界の王族との間に生まれた子は、その気になれば全世界を7日で火の海にできるほどの力を持つ」という言い伝えを信じ、ユタとの間に子を成そうとやってきた。
ユタとの子の力を使って世界征服を成し遂げようとしているが、それはあくまで父親である魔王の意向であり、本人はユタとの子作りにあまり乗り気ではない。性格は素直ではなく不器用で、普段はツンツンしているがユタと2人きりになると子作りを迫るという「ツンゼメ」の属性を持つ。
今まで人間の学校に興味はなかったが、ユタといつも一緒にいるために同じ学校に入学した。頭の角と尻尾はユタ以外の普通の人間には見えなくさせることも可能。
春日部 リエ（かすかべ リエ）
種族：天使、階級：大天使、年齢：ヒミツ、身長：164cm、体重：ナイショ、3サイズ：B84/W57/H85。
ユタが所属している美術部の部長。2年生。長い髪に眼鏡が特徴の清楚で優しい女性であり、ユタが強く憧れている。その正体はユタが悪魔の手に渡らないよう監視する役目を負った天使（ガブリエル）であり、背中から白い鳥の羽のような翼を生やしてルシアと同様飛行が可能。
14年前にユタが生まれた時から、どこかに潜んでいる魔王の娘と出会わないように彼のことを見守っていたが、優しく真っ直ぐなユタの性格に惹かれており、異性としても好意を持っている。また、根は悪い子ではないと思われるルシアのことも気にかけている模様。
美花本 エル（みかもと エル）
種族：天使、階級：大天使、年齢：「失礼なコト、聞くんじゃないわよ！」、身長：170cm、体重：「同じコト、二度言わせないで!!」、3サイズ：B91/W59/H89。
リエと同じ美術部に所属する2年生の先輩。かなりの巨乳。リエと同様天使（ミカエル）であるが、性格は全く逆で、がさつで乱暴。ユタに対しては特別な好意の類は持っておらず、仕事なので仕方なく見張っている様子。ルシアとは仲が悪く、口喧嘩になることが多い。
お父様＜魔王サタン＞
種族：悪魔、階級：魔王、年齢：40万58歳、身長：160cm、体重：69kg。
ルシアの父で魔界の王。お人好しな性格に付け込まれ、天使達に土地を全て取り上げられてしまったため、妻にも逃げられてしまい、一人娘のルシアと共に駅前で「地獄ラーメン魔王」という中華料理店を営みながらひっそりと暮らしている。
数日前にユタが学校の男友達と店に立ち寄り、細木●子の六星●術の話をしながら自分の誕生時刻が平成6年6月6日6時6分6秒であることを口にしたため、その事実が魔王に知られることになった。
ユタとルシアが出会ってから数日後、長年の苦労が災いして腰を痛め、しばらくの間入院することになってしまう。
ユタの母
ユタの母親。ユタのことをしつこく付けまわすルシアのことを息子の彼女だと思い込んでいる。ルシアの角や尻尾を見てバンドをやっているのかと尋ねるなど勘違いが多いらしい。
北城詩織
種族：人間、階級：美術教師、年齢：23歳、身長：151cm、体重：「絶対にヒミツよ!!」、3サイズ：B72/W56/H74。
ユタが所属している美術部の顧問。子供扱いされるのがすごく嫌である。
レヴィア
種族：魔獣、階級：魔王、年齢：5万12歳、身長：148cm、体重：39kg、3サイズ：成長中！。
魔王級の海の怪物リヴァイアサンの子供。美術部の合宿場所付近の海にずっと住んでいた。
ルシアに明けの明星（モーニングスター）のカケラをぶつけられたショックで少し記憶を無くしたため、目が覚めた時に最初にユタのことを見ていたため、ママと呼んでいた。しかし、ユタが一緒にいられないと行ってしまったため、巨大化して怒りだしてしまう。だが、ルシアにまた明けの明星（モーニングスター）のカケラをぶつけられたショックで少し記憶を無くす。そして、目が覚め、最初にルシアのことを見て、ママと呼んでいた。ルシアのことをママと呼ぶようになってからユタのことはパパと呼んでいる。
アスモ
種族：悪魔、階級：魔王、年齢：25万25歳、身長：176cm、体重：68kg。
ベルゼ
種族：悪魔、階級：魔王、年齢：10万13歳、身長：153cm、体重： ?kg、3サイズ：B79/W56/H82。
レオナール
種族：悪魔、階級：サバトの総帥・ハエ騎士、年齢：15万15歳、身長：177cm、体重：50kg、3サイズ：B90/W58/H90。
モレク
種族：悪魔、階級：涙の国の王・ハエ騎士団指揮官、年齢：16万16歳、身長：168cm、体重：46kg、3サイズ：B89/W56/H91。
エウリノーム
種族：悪魔、階級：死の王・ハエ騎士団指揮官、年齢：17万17歳、身長：163cm、体重：ヒミツ、3サイズ：B88/W57/H89。
バール
種族：悪魔、階級：地獄軍総司令官・ハエ騎士団指揮官、年齢：18万18歳、身長：159cm、体重：43kg、3サイズ：B87/W58/H86。
ベヒモス
ラグエル

## 書誌情報
- 瀬尾公治『Princess Lucia』マッグガーデン〈BLADE COMICS〉、全5巻
  1. 2009年10月2日発行（2009年9月17日発売）、ISBN 978-4-861-27657-6
  2. 2011年2月1日発行（2011年1月17日発売）、ISBN 978-4-861-27806-8
  3. 2012年5月25日発行（2012年5月10日発売）、ISBN 978-4-861-27996-6
    - 描き下ろし小冊子付初回限定版 ISBN 978-4-861-27997-3

  4. 2014年4月1日発行（2014年3月17日発売）、ISBN 978-4-8000-0278-5
    - 初回限定版 ISBN 978-4-8000-0266-2

  5. 発行日不明（2015年12月17日発売）、ISBN 978-4-800-00527-4
    - 描き下ろし小冊子付初回限定版 ISBN 978-4-800-00521-2